# Joan Camprubí (coreógrafo)
Joan Camprubí fue un bailarín y coreógrafo español nacido en Reus en 1825 y fallecido en Barcelona (?). 
Hijo del maestro de danza Mariano Camprubí, fue discípulo de Fabiani y formó pareja con Manuela García, con la que recorrió las principales ciudades europeas. Tras una estancia de tres años en Rusia, viajaron a Persia. Su repertorio incluía el baile plano y el baile redondo. 
El 4 de abril de 1847 estrenó en la inauguración del Liceo de Barcelona el ballet La Rondeña, con música de Josep Jurchen.